# Chaulmoograsäure
Chaulmoograsäure, auch (S)-13-(2-Cyclopentenyl)tridecansäure, ist eine Fettsäure aus der Gruppe der Cyclopentenylfettsäuren. Ihre Glycerinester finden sich insbesondere im namensgebenden Chaulmoograöl, dem Samenöl von Hydnocarpus kurzii, sowie in den Ölen von Hydnocarpus wightianus und einigen verwandten Arten, aus denen sie auch gewonnen wird. Chaulmoograsäure wirkt antimikrobiell, ist aber auch für Säugetiere toxisch.
Wegen der Doppelbindung in dem Cyclopentenring ist die Chaulmoograsäure als einfach ungesättigte Fettsäure zu betrachten.

## Geschichte
Sie wurde erstmals von John Moss 1879 entdeckt und fälschlicherweise als Gynocardiasäure (nach Gynocardia odorata) bezeichnet weil die untersuchten Pflanzensamen falsch etikettiert waren. Dieser Irrtum wurde dann 1901 festgestellt und der Name korrigiert. Die genaue Struktur wurde dann erst in späteren Arbeiten bestimmt.

## Vorkommen
Cyclopentenylfettsäuren wie die Chaulmoograsäure finden sich in einigen Arten der (inzwischen als veraltet geltenden) Familie der Flacourtiaceae, darunter neben den Hydnocarpus-Arten auch in Arten von Caloncoba. Sie lassen sich aber auch in manchen Vertretern der Passionsblumengewächse und Safranmalvengewächse nachweisen.

## Eigenschaften
Die Säure gehört zu den ungesättigten, verzweigten und monocyclischen, genauer den alicyclischen Fettsäuren und zählt weiter zu den aliphatischen Monocarbonsäuren. Sie enthält als funktionelle Gruppe einen Cyclopent-2-enring an Position 13. Die Kurzschreibweise der Chaulmoograsäure lautet 18:1cy. Sie gehört ebenso zu den Cyclopentenylfettsäuren wie die Hydnocarpussäure (16:1cy) oder die Gorlisäure (18:2cy-delta-6c). Diese drei Säuren sind optisch aktive Fettsäuren, sie besitzen eine Rechtsdrehung.
Chaulmoograsäure bildet blättchenförmige Kristalle und ist in Wasser nicht löslich, in Ether oder Chloroform hingegen leicht löslich.

## Biologische Bedeutung
Ähnlich wie die verwandte Hydnocarpussäure wirkt die Chaulmoograsäure antimikrobiell und hemmt das Wachstum von Mykobakterien wie dem Tuberkulose-Erreger Mycobacterium tuberculosis. Bei Sättigung des Cyclopentenylrings erlischt die Hemmungsaktivität. Auch die Zugabe von Biotin hemmt ihrerseits die antimikrobielle Wirkung. Dementsprechend wird als Wirkmechanismus eine Störung der Biotinwirkung durch die Cyclopentensäuren diskutiert.
Während Untersuchungen, bei denen Mäusepfoten in vivo mit dem Lepra-Erreger Mycobacterium leprae infiziert wurden, zeigte sich durch Zugabe von Chaulmoograsäure eine Verhinderung des Bakterienwachstums. In der indischen Volksmedizin gelten Chaulmoogra- bzw. Hydnocarpusöle als Medikament gegen Lepra- und einer Reihe weiterer Erkrankungen. Obwohl Versuche an Mäusen möglicherweise auf eine leprahemmende Wirkung bei Anwendung von Hydnocarpusöl hindeuten, existieren bislang keine validen Studien, die eine Wirksamkeit beim Menschen, insbesondere einen Therapieerfolg, belegen würden.